# Dulcinea del Toboso

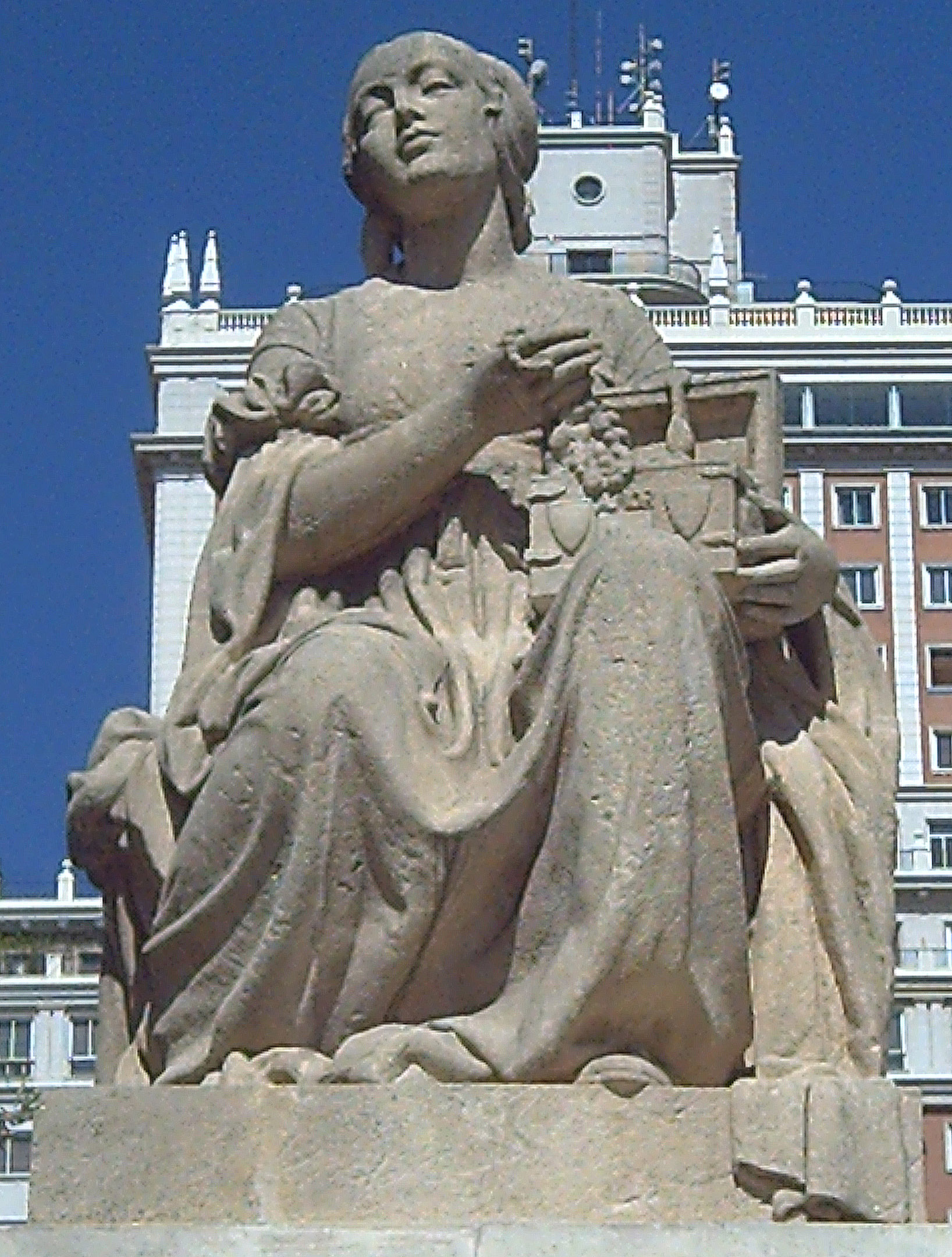
Dulcinea (1957), Skulptur
von Federico Coullaut-Valera, in Madrid

Dulcinea del Toboso ist eine fiktive literarische Figur, die im Roman Don Quijote von Miguel de Cervantes zur imaginären Geliebten Don Quijotes wird. Der Vorname Dulcinea ist vom spanischen „dulce“ (deutsch: süß) abgeleitet. Ausgehend von Cervantes’ Roman wurde Dulcinea bzw. Dulzinea in der deutschen Sprache zum oft ironisch verwendeten Synonym für Freundin oder Geliebte.

## Dulcinea im RomanDon Quijote

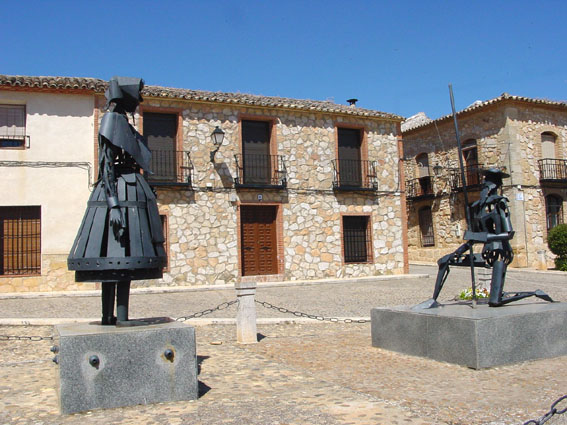
Statuen von Don Quijote und Dulcinea in El Toboso

Nachdem sich Don Quijote selbst zum Ritter ausgerufen hat, ist er auf der Suche nach einer edlen Dame, in die er sich verlieben kann, „denn der fahrende Ritter ohne Liebe sei ein Baum ohne Blätter und Frucht, ein Körper ohne Seele.“ Er wählt die Bauerstochter Aldonza Lorenzo zur Geliebten, ohne dass diese von seiner Liebe jemals erfährt, und kleidet sie mit dem erfundenen Titel Dulcinea del Toboso aus: „Er suchte für sie nach einem Namen, der vom seinigen nicht zu sehr abstäche und auf den einer Prinzessin und hohen Herrin hinwiese und abziele, und so nannte er sie endlich Dulcinea von Toboso, weil sie aus Toboso gebürtig war“.
Während Aldonza in Wahrheit für ihre Handarbeit beim Pökeln von Schweinefleisch bekannt ist und Sancho Pansa sie mit „Haaren auf den Zähnen“ und ebenso kräftigen Armen wie durchdringender Stimme beschreibt, idealisiert Don Quijote seine Edeldame durch „all die unmöglichen und nur von kühner Phantasie erträumten Reize, womit die Dichter ihre Geliebten begabt haben. Ihre Haare sind Gold, ihre Stirn ein Paradiesgarten, ihre Brauen gewölbte Regenbogen, ihre Wangen Rosen, ihre Lippen Korallen, Perlen ihre Zähne […]“ Dulcinea wird für ihn „höchster Inbegriff aller Schönheit, Gipfel und Vollendung aller Klugheit und Bescheidenheit, Rüstkammer der anmutigsten Holdseligkeit, Vorratshaus aller Sittsamkeit, Vorbild alles dessen, was es Ersprießliches, Sittenreines und Erquickliches auf Erden gibt!“
Im Verlauf des Romans begeht Don Quijote seine Taten immer wieder im Namen seiner Herrin Dulcinea, ohne dass die echte Aldonza Lorenzo je von ihnen erfährt. Dulcinea bleibt für Don Quijote eine Platonische Liebe und ein unerreichbares Traumbild, dem die wirklichen Frauen, denen er auf seinen Abenteuern begegnet, nicht genügen können.

## Reale und literarische Vorbilder

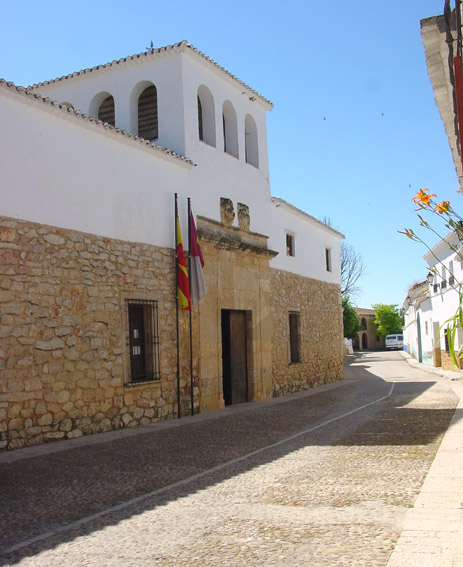
Casa de Dulcinea in El Toboso

Cervantes bezog sich bei seiner Figur Dulcinea wiederholt parodistisch auf Dante Alighieris idealisierte Jugendliebe Beatrice, die einen prägenden Einfluss auf Dantes Werk ausübte und etwa in der Göttlichen Komödie auftritt. Dabei verweist Don Quijotes Benennung Dulcineas als „Herrin seiner Gedanken“ auf Dantes Wendung „donna della mia mente“. Als reales Vorbild Dulcineas gilt Doña Ana Zarco, die zu Cervantes’ Lebzeiten das Haus bewohnte, das heute in El Toboso als „Casa de Dulcinea“ besichtigt werden kann und ein Museum beherbergt.

## Eingang in den Sprachgebrauch
Dulcinea wird heute im Spanischen sowohl als umgangssprachliches Synonym für eine geliebte Frau als auch seltener als Ausdruck einer ideellen Hoffnung oder allgemeinen Fantasie verwendet. In die deutsche Sprache fand der Begriff Dulzinea ausgehend von Studentenkreisen seit Beginn des 18. Jahrhunderts Eingang und steht als umgangssprachlich-ironischer Ausdruck für Freundin oder Liebchen. Das Deutsche Sprichwörter-Lexikon von Karl Friedrich Wilhelm Wander aus dem Jahr 1867 definiert:

„Seine Dulcinea. Dulcinea von Tolosa hiess die Geliebte des irrenden Ritters Don Quixote in dem Roman des spanischen Dichters Cervantes, und danach pflegt heute noch die Geliebte eines Mannes seine Dulcinea genannt zu werden.“

Nach der Figur der Dulcinea del Toboso wurden der Asteroid (571) Dulcinea und die Lyrikzeitschrift Dulzinea benannt.